# Froger (album)
Froger is de naam van het 19e studioalbum van René Froger uit 2011. Als voorloper op het album werd het nummer 'k Heb je lief uitgebracht en bereikte in 2010 de derde plaats in de Nederlandse Single Top 100. Als tweede single werd op 16 september 2011 de single Ogen weer geopend uitgebracht. De single bereikte de zevende plaats in de Nederlandse Single Top 100. Op 11 november 2011 werd het album uitgebracht en een week later kwam het op nummer twee binnen in de Nederlandse Album Top 100. Alle nummers op het album zijn door Froger zelf geschreven. Op het album staat ook een duet met mede-Topper Jeroen van der Boom en een duet met Martin Morero. 

## Hitnotering

### NederlandseAlbum Top 100
| Hitnotering: (Week 1 t/m 9) 19-11-2011 t/m 14-01-2012 Hitnotering: (Week 10 t/m 12) 18-02-2012 t/m 03-03-2012 | Hitnotering: (Week 1 t/m 9) 19-11-2011 t/m 14-01-2012 Hitnotering: (Week 10 t/m 12) 18-02-2012 t/m 03-03-2012 | Hitnotering: (Week 1 t/m 9) 19-11-2011 t/m 14-01-2012 Hitnotering: (Week 10 t/m 12) 18-02-2012 t/m 03-03-2012 | Hitnotering: (Week 1 t/m 9) 19-11-2011 t/m 14-01-2012 Hitnotering: (Week 10 t/m 12) 18-02-2012 t/m 03-03-2012 | Hitnotering: (Week 1 t/m 9) 19-11-2011 t/m 14-01-2012 Hitnotering: (Week 10 t/m 12) 18-02-2012 t/m 03-03-2012 | Hitnotering: (Week 1 t/m 9) 19-11-2011 t/m 14-01-2012 Hitnotering: (Week 10 t/m 12) 18-02-2012 t/m 03-03-2012 | Hitnotering: (Week 1 t/m 9) 19-11-2011 t/m 14-01-2012 Hitnotering: (Week 10 t/m 12) 18-02-2012 t/m 03-03-2012 | Hitnotering: (Week 1 t/m 9) 19-11-2011 t/m 14-01-2012 Hitnotering: (Week 10 t/m 12) 18-02-2012 t/m 03-03-2012 | Hitnotering: (Week 1 t/m 9) 19-11-2011 t/m 14-01-2012 Hitnotering: (Week 10 t/m 12) 18-02-2012 t/m 03-03-2012 | Hitnotering: (Week 1 t/m 9) 19-11-2011 t/m 14-01-2012 Hitnotering: (Week 10 t/m 12) 18-02-2012 t/m 03-03-2012 | Hitnotering: (Week 1 t/m 9) 19-11-2011 t/m 14-01-2012 Hitnotering: (Week 10 t/m 12) 18-02-2012 t/m 03-03-2012 | Hitnotering: (Week 1 t/m 9) 19-11-2011 t/m 14-01-2012 Hitnotering: (Week 10 t/m 12) 18-02-2012 t/m 03-03-2012 | Hitnotering: (Week 1 t/m 9) 19-11-2011 t/m 14-01-2012 Hitnotering: (Week 10 t/m 12) 18-02-2012 t/m 03-03-2012 | Hitnotering: (Week 1 t/m 9) 19-11-2011 t/m 14-01-2012 Hitnotering: (Week 10 t/m 12) 18-02-2012 t/m 03-03-2012 | Hitnotering: (Week 1 t/m 9) 19-11-2011 t/m 14-01-2012 Hitnotering: (Week 10 t/m 12) 18-02-2012 t/m 03-03-2012 |
| Week: | 1 | 2 | 3 | 4 | 5 | 6 | 7 | 8 | 9 | | 10 | 11 | 12 | |
| --- | --- | --- | --- | --- | --- | --- | --- | --- | --- | --- | --- | --- | --- | --- |
| Positie: | 2 | 16 | 21 | 39 | 37 | 44 | 48 | 75 | 91 | uit | 88 | 57 | 57 | uit |